# Friedrich Seltsam

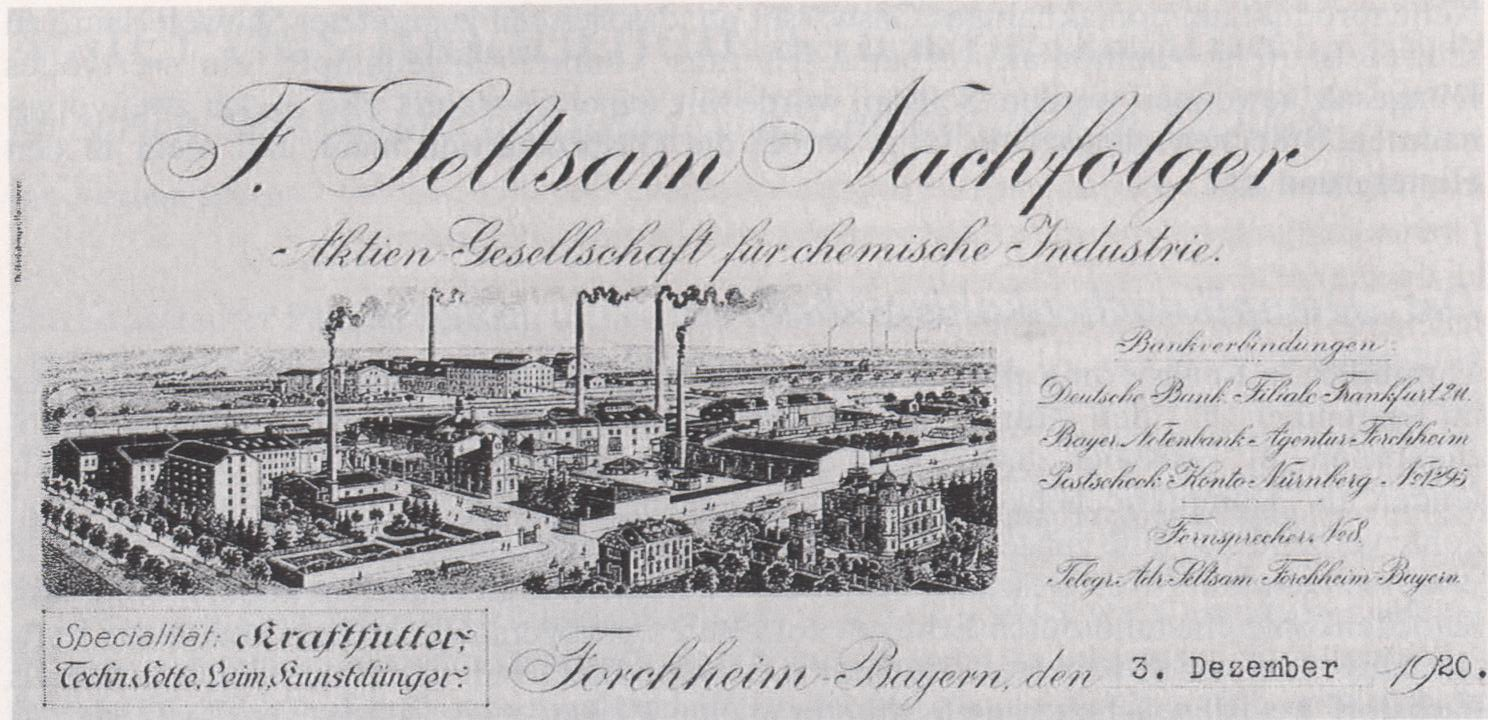
Rechnungs-Briefkopf der Fa. "Friedrich Seltsam Nachfolger". Die Bilddarstellung des Fabrikareals ist noch aus der Zeit Friedrich Seltsams, da man in der rechten unteren Ecke auch seine Villa sieht, die in Wirklichkeit an einer anderen Stelle der Stadt lag.

Friedrich Seltsam (* 3. Juni 1844 in Grünstadt, Rheinpfalz, Königreich Bayern; † 12. November 1887 in Forchheim, Oberfranken) war ein deutscher Unternehmer. Er entwickelte neue Produktionsverfahren zur Knochenentfettung und zur Herstellung von Knochenleim, die patentiert wurden und weltweite Verbreitung fanden.

## Leben

### Herkunft
Friedrich Seltsam wurde als Sohn des Grünstadter Brauereibesitzers und Gastwirtes Michael Seltsam (spätere Malzfabrik Schlichting) und dessen Frau Katharina, geb. Mann geboren. Die Familie ist dort alteingesessen. Der Junge wuchs in der kleinen Stadt auf, besuchte die dortige Lateinschule und erlernte zunächst das Brauhandwerk. Dann ging er ins rechtsrheinische Bayern, um selbst eine kleine Brauerei zu betreiben. Zum väterlichen Unternehmen in Grünstadt gehörte auch eine Landwirtschaft, u. a. baute die Familie ihren eigenen Hopfen an. Außerdem zählte sie zu den Initiatoren des örtlichen Gaswerks.

### Unternehmer und Erfinder in Franken

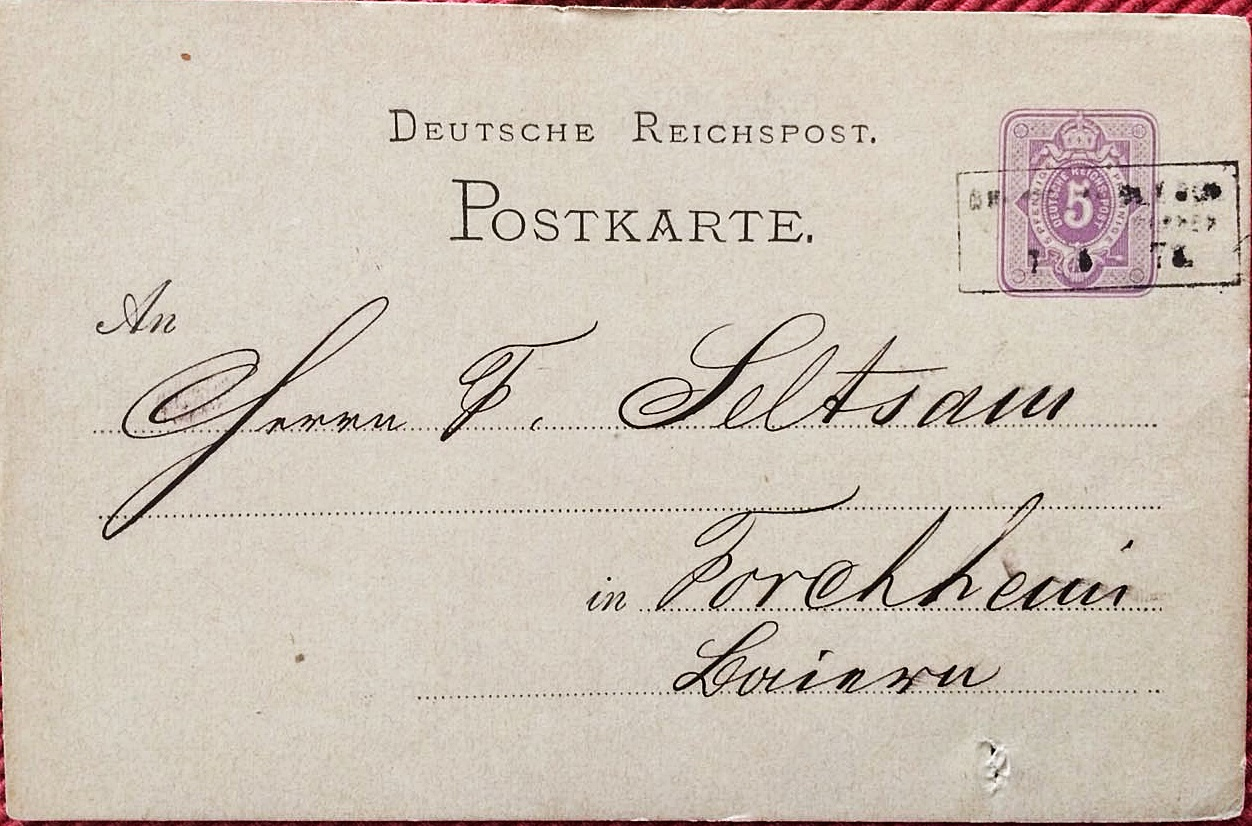
Postkarte, 1878, adressiert an Friedrich Seltsam in Forchheim

Mit 26 Jahren wandte sich Seltsam der Gaswirtschaft zu und erwarb 1870 das Gaswerk in Forchheim/Oberfranken. Er stieg zu einem der reichsten Männer der Stadt auf. Mit seiner Weltanschauung – er war konfessionslos und bekennender Vegetarier – erregte er im konservativ geprägten Forchheim jedoch Anstoß.
Ab 1871 betrieb Seltsam zusätzlich eine Knochenbrennerei, in der Knochenkohle, Düngemittel, Fette und Leime hergestellt wurden. Der Knochenleim entwickelte sich zum Hauptprodukt der Firma. Als Alternative zum ineffizienten Entfetten der Knochen durch Auskochen erfand Friedrich Seltsam ein Verfahren zur Knochenentfettung mit Hochdruck-Benzindämpfen. 1879 erhielt er darauf das Reichspatent Nr. 10196. Diese Innovation veränderte die Branche nachhaltig. Der Grünstadter wurde zum „Vater der modernen Knochenleimproduktion“. Für etwa 100 Jahre arbeitete man weltweit bei der Knochenleimfabrikation ausschließlich nach dem Seltsam’schen Verfahren.
1881 erwarb er zusammen mit seinem Betriebschemiker Dr. Richard Hagen ein weiteres Reichspatent (Nr. 16222) über ein neues Verfahren zur Herstellung von Knochenleim. Der so gefertigte Leim hatte gegenüber herkömmlichen Produkten eine höhere Bindekraft und wurde europaweit als „Forchheimer Leim“ berühmt.
Friedrich Seltsam verarbeitete bis zu 25 Tonnen Knochen am Tag, die von Schlachthöfen aus Deutschland und dem umliegenden Ausland nach Forchheim geliefert wurden. Die Fabrik erwirtschaftete einen Jahres-Reingewinn von 60.000 Mark. Der Fabrikant gehörte zu den reichsten Männern Frankens. In Forchheim ließ er sich eine prächtige Villa errichten, wie man sie bis dahin in der Stadt nicht gekannt hatte. 1882 wies sogar die Tageszeitung Forchheimer Tageblatt als „neueste städtische Sehenswürdigkeit“ darauf hin.
In einem Brief an die Regierung von Oberfranken stellte der Unternehmer am 20. Juli 1884 fest:

„Ohne unbescheiden zu sein, darf ich von mir sagen, dass ich die Knochenindustrie auf eine noch vor wenigen Jahren nicht geahnte Höhe gebracht habe, dass man in allen europäischen Ländern mein System eingeführt hat und dass durch mein neuestes Verfahren diese Industrie zu den reinlichsten zu zählen sein wird.“

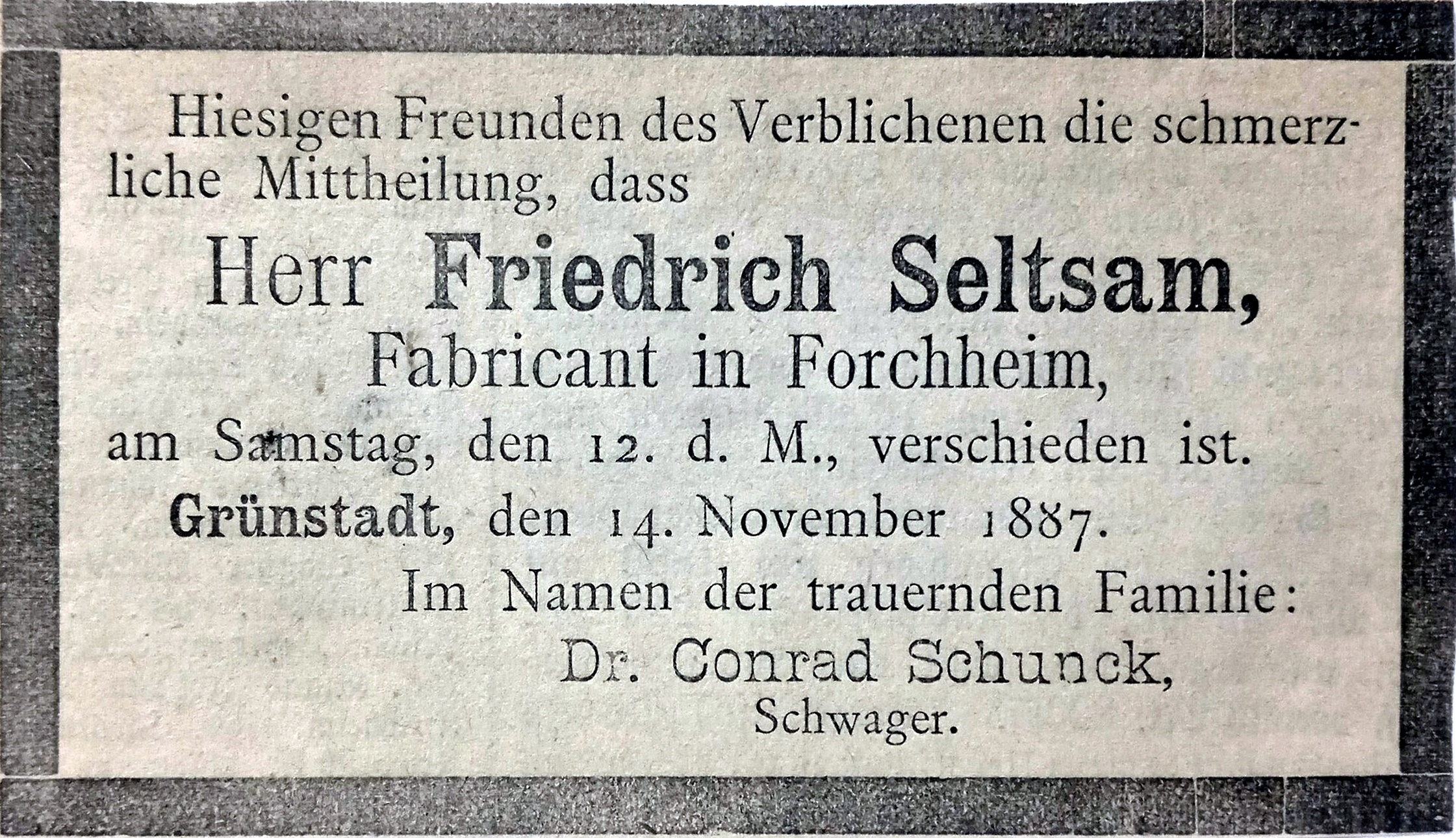
Todesanzeige in der Grünstadter Zeitung

Ein weiteres Patent zur Trocknung bei der Entfettung von Knochen und anderen fetthaltigen Materialien meldete Seltsam mit der Nummer S. 2427 am 29. Dezember 1884 an.
Zwischen 1883 und 1885 erweiterte und modernisierte er den Betrieb, übernahm sich dabei aber finanziell. Außerdem fiel ihm nach dem frühen Tod seines Bruders Michael auch die wirtschaftlich schlecht stehende väterliche Brauerei in Grünstadt zu, für deren Rettung er vermutlich hohe Summen aufwandte. In einem Bericht des Forchheimer Bürgermeisters von 1887 heißt es:

„Versuche des Fabrikanten, dem drohenden Rückgang seines Geschäftes mit neuen Erfindungen und Verbesserungen aufzuhelfen, waren mit großen Kosten verbunden und führten zu keinem Resultate.“

Angesichts des bevorstehenden Ruins, seelisch zermürbt von seiner gesellschaftlichen Außenseiterrolle und von den Kämpfen mit Teilen der Bevölkerung wegen des penetranten Geruchs seiner „Stinkfabrik“, beging Friedrich Seltsam Suizid, indem er sich am Morgen des 12. November 1887 mit einer Flinte erschoss. Seine Frau und seine Kinder verließen Forchheim und zogen nach Oberbayern.

### Entwicklung der Firma nach dem Tod
Die Firma wurde verkauft, der gut eingeführte Markenname „Seltsam“ blieb jedoch erhalten. Das Unternehmen firmierte unter „F. Seltsam Nachfolger“, später als „Seltsam AG“ und errang Preise bei der Weltausstellung Antwerpen 1885 sowie bei den Bayerischen Landesausstellungen 1896 und 1906 in Nürnberg. Berühmtestes Produkt wurden die in dem Unternehmen entwickelten und 1928 patentierten „Forchheimer Leimplättchen“; kleine vorgeformte Leimstücke, die man für nur etwa eine Stunde einweichen musste, um sie verwenden zu können. Herkömmliche Leimtafeln musste man zerkleinern, sie benötigten 12 bis 24 Stunden Aufquellzeit im Wasser, ehe man den Leim benutzen konnte. Zeitweise war die Nachfrage nach den Leimplättchen so groß, dass die Fabrik sogar Knochen aus Indien und Südamerika ankaufte. Erst um 1970 ging das Geschäft wegen der zunehmenden Verwendung von Kunstleim zurück. Dennoch hielt sich die Seltsam AG noch einige Jahre und stellte neben Leim auch Dünge- und Futtermittel sowie hochwertige Fette her. 1984 wurde der chemische Betriebsteil beim Gewerbeamt abgemeldet, 1985 folgte die Schließung der Knochenmehl-, Futter- und Düngemittelfabrikation. Nach Abriss der Firmengebäude wurde das 17.000 m² große Gelände in ein Wohngebiet umgewandelt. Ein dort gelegener Platz wurde nach Friedrich Seltsam benannt.
Wegen des Ursprungs im städtischen Gaswerk und wohl auch wegen des Gestanks, den die Fabrik verbreitete, nannte man sie in Forchheim einfach „Die Gas“; ein Begriff der dort bis heute geläufig ist.